# روبه–لیل متروپول
روبه–لیل متروپول (فرانسوی: Roubaix–Lille Métropole‎) یک تیم دوچرخه‌سواری در کشور فرانسه است.
این تیم که در سال ۲۰۰۷ تأسیس شده در تور دوچرخه‌سواری اروپا شرکت می‌کرده‌است.